# Homoroselaps
Homoroselaps är ett släkte av ormar. Homoroselaps ingår i familjen stilettormar (Atractaspididae).
Vuxna exemplar är med en längd upp till 55 cm små ormar. De förekommer i södra Afrika. Individerna kan leva i olika habitat och de gömmer sig ofta i termitstackar. Födan utgörs av ödlor som saknar extremiteter, av äkta blindormar och av andra små ormar. Honor lägger ägg. På kroppen förekommer ett mångfärgat mönster. Det giftiga bettet anses vara ofarligt för människor.
Arter enligt Catalogue of Life och The Reptile Database:
- Homoroselaps dorsalis
- Homoroselaps lacteus